# Losheimergraben
Losheimergraben oder Losheimer Graben ist eine Siedlung beiderseits der deutsch-belgischen Grenze auf dem Gebiet der deutschen Gemeinde Hellenthal und der belgischen Gemeinde Büllingen in der Eifel.

## Lage
Der Ort liegt unmittelbar an der B 265, die in diesem Bereich nahezu vollständig dem heutigen Grenzverlauf folgt. In Losheimergraben bestand vor Inkrafttreten des Schengener Abkommens ein Grenzübergang zwischen Deutschland und Belgien, der noch heute auf vielen Hinweisschildern verzeichnet ist. Im belgischen Teil, unmittelbar an der Grenze, befindet sich ein Kreisverkehr, an dem sich die Provinzialstraßen N 626 (nach Manderfeld) und N 632 (nach Büllingen) kreuzen, beide enden an der B 265.
In Losheimergraben befindet sich eine der Quellen der Kyll und in unmittelbarer Nähe entspringt die Our auf dem Eichelsberg, etwas westlich in Büllingen liegt die Quelle der Warche.

## Geschichte

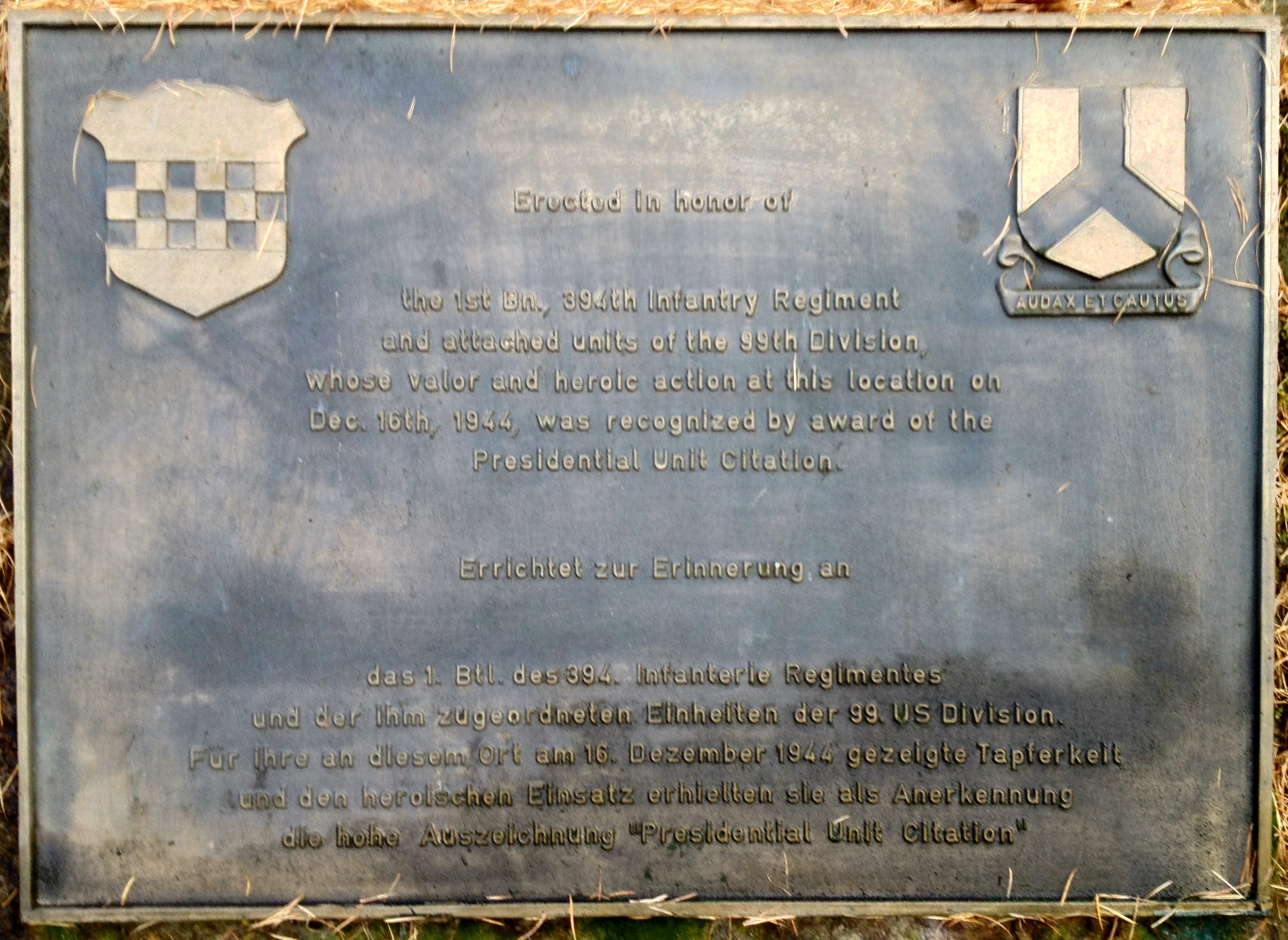
Gedenkplakette 394 Infantry Regiment "Presidential Unit Citation"

Ab dem Versailler Vertrag (1920) gehörte das vormals preußische Gebiet zu Belgien, bis es auf der Basis des deutsch-belgischen Grenzvertrages von 1956 am 28. August 1958 zu Deutschland zurückkehrte. Bis 1977 gehörte der belgische Ortsteil zur Gemeinde Manderfeld, die in der Großgemeinde Büllingen aufging.
Am 16. Dezember 1944, dem ersten Tag der Ardennenoffensive,  kämpfte hier das 1st Battalion, 394th Regiment, 99th US Infantry Division mit großer Tapferkeit gegen eine deutsche Übermacht und verzögerte deren Vormarsch.
Die Gedenkplakette befindet sich an der rechten Straßenseite der N626 Richtung Kreisel.

## Tourismus
Die Trasse der stillgelegten und 2007 zurückgebauten Vennquerbahn, an der ein eigener Haltepunkt existierte, verläuft etwa eineinhalb Kilometer südlich von Losheimergraben in der Nähe von Losheim. Die Bahntrasse wurde zu einem Wander-, Reit- und Radverkehrsweg umgebaut (RAVeL-Netz-Linie 45a Waimes-Jünkerath), mit Anschluss in Weywertz an den Vennbahn-Radweg und über Stadtkyll bis Jünkerath auf der Bahntrasse als Kyll-Radweg. Der Weg ist Anfang Mai 2015 offiziell eröffnet worden.

## Verkehr
Die VRS-Buslinie 839 der RVK verbindet den Ort, überwiegend als TaxiBusPlus nach Bedarf, mit seinen Nachbarorten und mit Hellenthal. Auf belgischer Seite bietet die Buslinie 746 der TEC wochentags Verbindungen nach Büllingen und Manderfeld, zusätzlich verkehrt an Schultagen eine Fahrt der Linie 401 nach Sankt Vith und zurück.
| Linie | Betreiber | Verlauf |
| ----- | --------- | --- |
| 401   | TEC       | Vielsalm – St-Vith – Manderfeld – Losheimergraben |
| 746   | TEC       | Büllingen – Losheimergraben – Manderfeld |
| 839   | RVK       | MiKE (außer im Schülerverkehr): Hellenthal Busbf – Platiß – (Unterpreth –) Hollerath – Ramscheid – Ramscheiderhöhe – (Miescheid –) Udenbreth – Losheimergraben – Losheim – Kehr |